# 哑终端
哑终端，计算机科学中表示一个相对于其他种类比较“聪明”的计算机终端来说，功能较为有限的计算机终端。其具体的含义根据不同语境（场合）而变化。

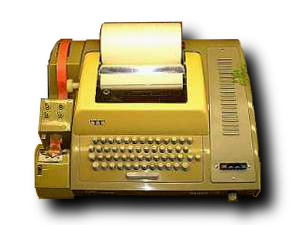
非常早期的終端機，輸入和顯示都用打字方式

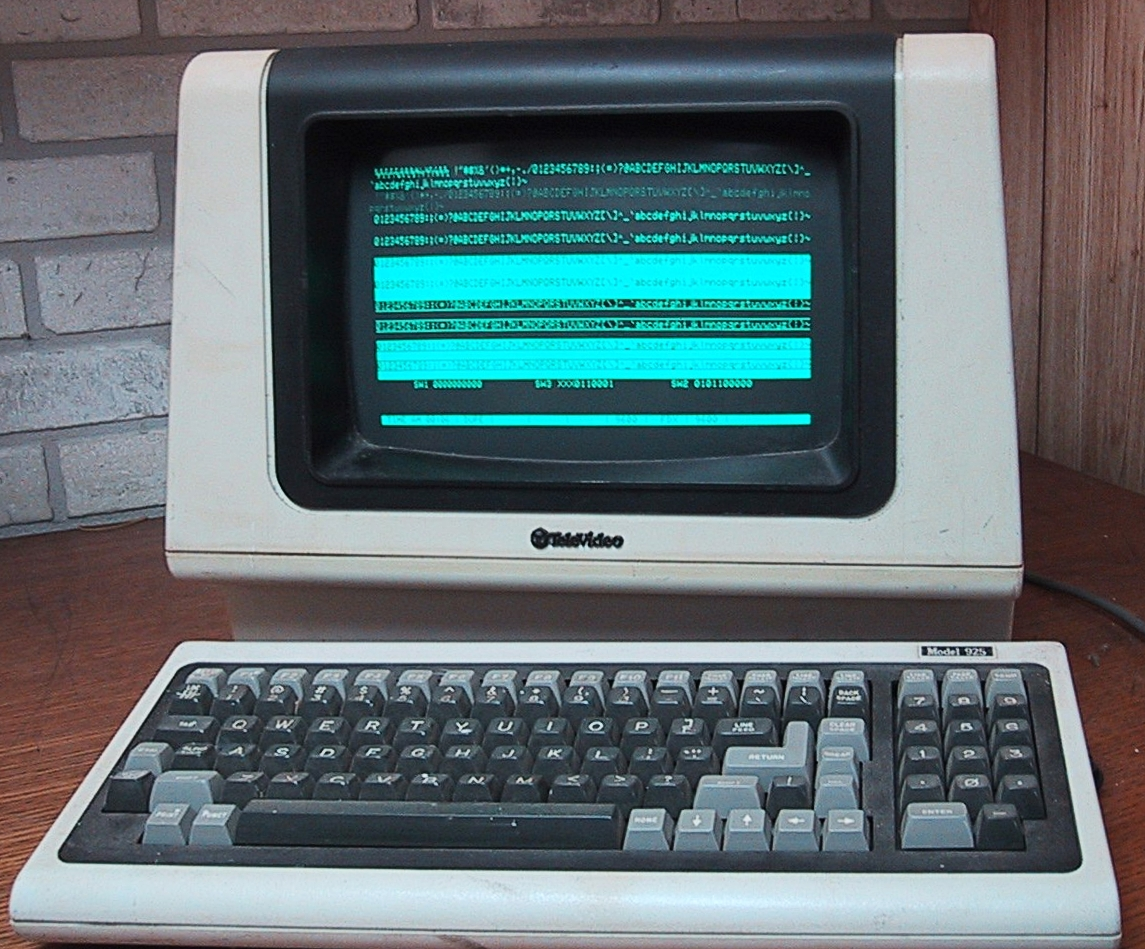
1982年的Tele925

在老式的采用RS-232串行口连接的计算机终端，哑终端指不能执行诸如“删行”、“清屏”或“控制光标位置”的一些特殊ANSI转义序列（escape sequences）的计算机终端。在此意义上，哑终端还被称作玻璃电传打字机（glass teletypes），因为它与电传打字机有着类似的有限功能。这类哑终端仍然被现代的类Unix操作系统所支持。可以将系统的环境变量TERM设置为dumb来启用支持。（smart或intelligent是指那些支持ANSI转义序列的终端。
在更宽的意义上，哑终端包括了所有形式的包含键盘和屏幕的计算机通信设备。包括个人电脑（personal computers）、无盘工作站（diskless workstations）、网络电脑（network computers）、瘦客户端（thin clients）和X终端（X Terminals）。
哑终端有时候也指任何类型的采用RS-232串行通信方式连接的老式计算机终端。